# 吉田照美のやる気MANMAN!
吉田照美のやる気MANMAN!（よしだてるみのやるきまんまん）は文化放送のラジオ番組。1987年（昭和62年）4月6日から2007年（平成19年）3月30日まで放送。通称はやるMAN

## 概要
文化放送の平日帯 昼ワイド番組は『ダイナミックレーダー〜歌謡曲でいこう!〜』終了の1978年 以降、聴取率が低迷していた。これを打開するため、夜ワイド『吉田照美の夜はこれから てるてるワイド』→『吉田照美のてるてるワイド』→『新てるてるワイド 吉田照美のふッかいあな』で人気を博した、同局 元アナウンサーの吉田照美（1985年4月よりフリー）をメイン パーソナリティに起用し、1987年4月から新たな昼ワイド番組をスタートさせたのが本番組である。
当時の吉田は昼間のラジオのイメージとして「静かな喋りで、選曲も良くて、リスナーからのさりげない内容の投稿を読んで」だといったことを挙げ、これらは「全部僕がやってないこと」であり、またこの昼間の時間帯は「働くあなたのためのラジオ」という主要コンセプトであったので、最初は迷いがあったが、自分の喋りは変えられないので、『てるてるワイド』同様にこの番組も「バカで通す」放送で行くことに決めたという。スタッフ内では当初、“哲ちゃんから照ちゃんへ”を目標としていたと言う。
吉田の相手役には同局アナウンサー（当時）であり、吉田の1年後輩にあたる小俣雅子（1990年4月よりフリー）を起用。2人は同じ局のアナウンサー同士とはいえ、お互いに番組で共演した経験は殆ど無かったが、両者の歯に衣着せない独自のかけ合いが次第に定着した。小俣の度重なる“トチリ”や失言がクローズアップされ、それに対して吉田が「小俣ぁー」「お前よぉー」「バカ！」等と漫才の如く、ツッコミ・罵倒するのが典型的な展開ではあったが、話の流れによっては小俣が吉田に攻撃・揶揄（やゆ）する場面も少なくなかった。
吉田と番組プロデューサーの中根義雄の考えが一致したこともあって、AMラジオの昼ワイド番組で従来、主流だった年長者向けの雰囲気とは一線を画し、「深夜放送のノリで、ふざけた企画を行う番組」「白昼の深夜トーク」と言った形で夜の若者向け番組のような内容・特色を昼の時間帯に持ち込んだことで、20代・30代の男女から強力な支持を獲得。それまでの昼間のAMラジオ番組にはみられなかった若年層をリスナーに取り込んだ。それまでのラジオ昼ワイドのスタイルはゆったりしたトークに適度なHネタ、番組内で掛ける曲は演歌、または歌謡曲と言った感じだったが、この番組はそのいずれも否定していた。
番組の人気はゆるやかに上昇して、1992年10月からはそれまでの後続番組で10年間（前身番組を含む）に渡って続いた『いう気リンリン 那智チャコワイド』の終了を受けて、16時までの3時間枠に拡大した。吉田曰く、この1992年10月頃が番組存続の危機の時だったとのことだが、この頃に開催したむさしの村で、9,000人の大観衆を集めての公開生放送をきっかけに番組は躍進して行ったと話している。この翌年 1993年には、同時間帯聴取率1位を初めて獲得した。これ以後は“昼の王者”、“お化け番組”と目されるようになり、聴取率では放送終了までに、“V55”（同時間帯1位を獲得した通算回数）を数えた。
このような長寿番組でありながら、パーソナリティのコンビが途中一度の交代もなく、全曜日通して同じだった例はラジオの帯ワイド番組の中でもまれである。

## パーソナリティ
- 吉田照美
- 小俣雅子（1990年3月までは文化放送アナウンサー）
  - 2人の一方が休みの際は主に文化放送アナウンサーやタレントが代役を務めた。「タイムテーブル」節の「もぎたて! やる気スタート」内、「やるMANお笑いステージ」の記述も参照。
  - パーソナリティ以外のコーナーごとのレギュラー出演者は「タイムテーブル」もしくは「終了以前に存在したコーナー」節の各コーナーの記述を参照。

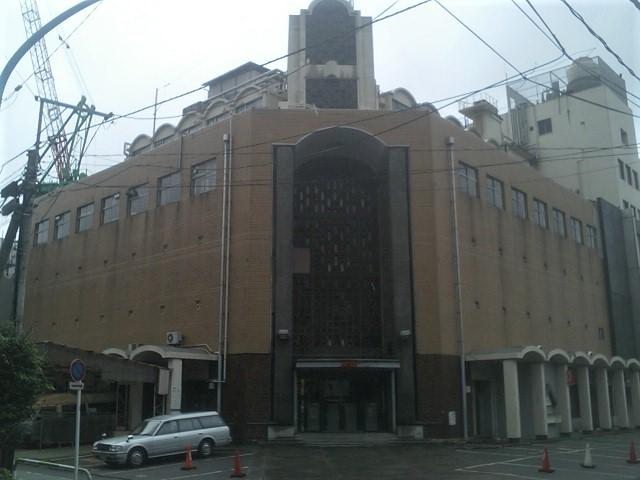
新宿区四谷にあった文化放送旧社屋。「やるMAN」20年のうち大半はここから放送された

## 放送時間の変遷
| 期間      | 期間      | 放送時間（日本時間）               |
| --------- | --------- | ---------------------------------- |
| 1987.4.6  | 1992.10.2 | 月曜 - 金曜 13:00 - 15:00（120分） |
| 1992.10.5 | 2005.4.1  | 月曜 - 金曜 13:00 - 16:00（180分） |
| 2005.4.4  | 2007.3.30 | 月曜 - 金曜 12:57 - 16:00（183分） |

## タイムテーブル
※終了時（2007年3月）のものを基本に記す
- 12:57  オープニング

吉田、小俣のフリートーク。スポーツ新聞、週刊誌から、その日の芸能、スポーツ情報、三面記事的ニュースのほか、文化放送社内やラジオ業界の裏話など。番組前のスタジオでの日常的な出来事、ハプニング（例：小俣が機材にお茶をこぼす、吉田の遅刻）を話題にする事も多かった。
13時開始時（2005年4月1日まで）：時報とともにフリートークを始め、数分間展開。吉田のタイトルコールに続いてテーマ曲がかかり、それに乗せて「なんでもTEL ME」（後述）のテーマ発表。フリートークで、所定の時間を大幅に超えることが多く、タイトル コール、テーマ曲、1曲目は頻繁にカットした。
12時57分開始時（2005年4月から終了まで）：前番組『寺島尚正 ラジオパンチ!』からCMなしでスタート。フリートーク中、時報が入り、テーマ曲。フリートークを数分間展開したのち「なんでもTEL ME」のテーマ発表 → 今日の1曲目 → CM、に進行を変更した。以降、テーマ曲や1曲目が省略されなくなったが、タイトル コールは廃止された。
13時開始時、12時57分開始時とも、番組冒頭は挨拶、ジングルは無く、吉田、小俣のフリートークから開始した。吉田は番組で、この番組では冒頭の挨拶はいらないがエンディングの挨拶は要る、と発言したことがある。なお、1987年4月6日の放送初回に限り壮大なファンファーレと白井静雄アナウンサーによる吉田の経歴の読み上げなどのナレーションから始まり、ニッポン放送への生電話（後述）とタイトルコールの後、テーマ曲と共に二人が挨拶（この時小俣は「今日から照美さんのお相手を務める事になってしまった」と言っていた）をして番組が始まっている。
- 13:10  もぎたて! やる気スタート

（2002年9月までは「やる気大学」（後述）。
日替わりで、以下のコーナーを放送。
月曜：ザ・キーワード
最新の流行・ニュースや話題のスポットにまつわるキーワードを毎週1つ提示し、それについて解説・検証する。初代担当は、砂山圭大郎アナウンサー（当時の放送上の名義は「砂山大輔」）、後に太田英明アナウンサーが担当。コーナーの末尾には、その日の内容をまとめた標語のようなものを発表した。
火曜：海外 カルチャーギャップ
海外に生活する日本人が電話で出演、現地での珍しい風習や出来事などを伝える。
水曜：やるMAN ランキング研究所
様々なジャンルのランキングを発表、コメントする。基本的に小俣が進行、吉田が実在の人物をもじった名前のキャラクターに扮する。吉田照美とは別人という触れこみで、「金曜バラエティ」（後述）の「ルミ吉田の新曲ジョッキー」に登場する辛口音楽評論家“ルミ吉田”の知り合いとされた。
木曜：ニュース ちゃんちゃん
海外のくだらない、笑えるニュースを紹介。数個用意されたニュースのうち、コーナー中は一部を選んで取り上げ、残りはエンディングで紹介した。
金曜：やるMAN お笑いステージ
お笑い芸人が毎週1組スタジオに登場し、持ちネタを披露。コーナー終了後のリスナー投票により、半年間で最も得票が多かった芸人がその期のチャンピオンとなる。チャンピオンは吉田の休暇時の代役として、やるMANのメインパーソナリティを1日務めることができた。歴代のチャンピオンはますだおかだ、ホリ、アンタッチャブル、カンニング竹山、5番6番、三拍子、U字工事、東京ダイナマイト。
- 13:20  ラッキーテレホンナンバー現ナマプレゼント パイパン天国 目方でロン!

吉田か小俣が麻雀牌を箱から3枚引いて抽選。牌の3つの数字が自宅などの電話番号下3ケタと揃ったリスナーに応募の権利があり、当選した1名に現金、5名に番組グッズが当たった。現金の額は、出た牌の柄（萬子・筒子・索子）が3枚揃った場合は5万円、1枚でも違えば1万円。「發」の牌が出ると現金の当たる人数が2名に、スペシャルウィーク時は賞金が毎日5万円になった。
- 13:25  やっぱり危ない 照美の小部屋

13時台のゲストコーナー。ゲストは主に芸能人。
コーナー冒頭、ゲストの名前を紹介したあとでメトロノームの音をバックに、用意された質問4、5題を吉田が読み、ゲストに1題ごとに“矢継ぎ早にパスなしで”答えさせてから本編のトークに入るのが恒例だった。キャリアや活動ジャンルの関係で広く一般には知られていないタレントや、やるMAN初出演のゲストの場合はこれを行わず、小俣がプロフィールを紹介してトークへと続いていた。
NRN番組。10分間に編集し、一部の地方局にテープネットされていた。ネット局は北日本放送、山陰放送。
以前のコーナー名は「おっと危ない 照美倶楽部」で初期は14時台の放送（「商売繁盛やる気マンマン」、「やる気大学」の後）だった。1987年4月6日の放送初回はゲストに『ライオンのいただきます』の生放送を終えてすぐ、スタジオアルタから当時四谷にあった文化放送に移動して来た小堺一機を迎えた。
- 13:42  交通情報（警視庁）
- 13:45  日野デュトロ HARAHARA最先端情報

文化放送アナウンサーが新発売のアイデア商品・玩具などを紹介。
月 伊藤佳子 - 火 遠藤里沙 - 水 鈴木純子 - 木 水谷加奈 - 金 吉田涙子
太田英明、寺島尚正、藤木千穂、飯塚治らもレギュラーを務めた時期がある。
サントリーの缶コーヒー「BOSS」がスポンサーだった時期には、担当のアナウンサーを「ボス ボーイ」「ボス ガール」と呼んでいた。
以前のコーナー名は「DOKIDOKI好奇心 最先端情報」→「DOKIDOKI最先端情報」で、「DOKIDOKI好奇心 最先端情報」の初期は13時台前半での放送だった。
- 13:52  やるMAN ニュース

白井静雄アナウンサーが担当。金曜日はニュースにちなんだ白井のダジャレも披露され、名物となった。なお、番組内ニュースは報道スタジオからの「文化放送ニュース」時代と、生放送中のスタジオから伝える「やるMANニュース」時代があった。白井が担当していない時期があり、復帰した際、白井を組み込むのが大変だったと小俣が語っていた。
- 13:56  天気予報（気象協会）

- 14:00  TOYOTA ハッピーナビゲート 〜ようかんマンがゆく〜

外中継コーナー。「ようかんマン」「お助けマン」の2通りのパターンがあった。番組開始から1999年までのコーナー名は「NISSAN 大繁盛ステーション 〜商売繁盛やる気マンマン」→「NISSAN 大繁盛ステーション 〜ようかんマンがゆく〜」。
ようかんマン - リスナーの店鋪、家庭、職場、サークル等から中継。番組特製「やるMAN羊羹」を届けて、PRする。この羊羹を紹介する際「宮内庁御用達と同じ工場で製造している」が決まり文句だった。
お助けマン - リポーターが、吉田からの指令を受けて行動する。スタジオの吉田、小俣でさえ、中継先の模様は見えず、ラジオの特性を生かした中継であった。スペシャルウィーク時は全曜日とも「お助けマン」となった。
かくしマイク - 「商売繁盛やる気マンマン」の初期に実施していたドッキリ企画。ある時「他局の局舎に潜入して番組ステッカーを貼ってくる」という企画を竹内靖夫が実行したところ、中継を終えて退散する寸前に局舎に入った時点から中継班を尾行していた他局の上層部（どの局かは明かされていない）に捕まり、生放送中の文化放送のスタジオにも直接抗議電話を入れる大騒ぎになった事がある。その日の放送後、番組スタッフを叱責した他局上層部は「ウチのためになる事をやって欲しい」とTシャツなどの局のノベルティグッズを手渡し、『やるMAN』は実際に翌日の放送でリスナーへのプレゼントにするという大胆なオチをつけた。
外中継リポーター
月：寺島尚正（1987年4月 - 2007年3月26日。1991年10月に平日朝の『寺島・藤井のジャストミート』を担当することになった関係で当番組を一時降板したが、『ジャストミート』終了と同時に復帰） - お助けマンではインタビューネタや、喫茶店で奇妙な振る舞いをするネタが定番。中でも街頭での「映画撮影」や、喫茶店から架空のラジオ番組を放送する設定のシリーズなどが好評だった。
火：かわのをとや（1992年 - 2007年3月27日） - インタビューネタ、買い物ネタが中心だが、なべやかんばりの体当たりネタも時折あった。「ガーター刑事」、「頭の中で鳥を飼っている人」などが当たりネタ。
水：なべやかん（1995年4月5日 - 2007年3月28日） - 主にわさびやタバスコ、一斗缶、ガスバーナー（カセットボンベ）などを使用した体を張ったネタ。
木：沼尾ひろ子（1989年4月 - 2007年3月29日） - 買い物ネタや、公園で居あわせた人に決められた設定のキャラクターを装って話しかけるシリーズが代表的。
金：太田英明（1988年4月 - 2007年3月30日） - インタビューネタ、特に「微妙に間違うインタビュー」はシリーズ化された。番組初期の1988年の中継で、スタジオ側で仕込んだドッキリに引っかかり、現場で泣き声を上げたこともあった。
過去の出演者：竹内靖夫（1987年4月6日の放送初回のリポーター）、扇一平、斉藤一美、水谷加奈、藤木千穂、つまみ枝豆、イジリー岡田、上野智広、永野景子ほか
- 14:15 「パイパン天国 目方でロン!」当選者発表
- 14:20  文化放送 ラジオショッピング（他番組内の同コーナーと違い独自のBGMがついていた）
- 14:25  午後2時の興味津々

14時台のゲストコーナー。「照美の小部屋」と異なり、著書を出版した学者、文化人など専門家をゲストに招き、話を聞く。時には社会派の話題を扱う（月 - 木曜）。
毎週金曜は「やるMAN 金曜バラエティ」、毎月第3木曜（曜日の変遷数度あり）は「梨元勝の芸能スクランブル」。
例年、年末のうち1、2日の当コーナーはゲストを呼ばず、「台帳めくり」と称する企画を行った。放送終了後、スタッフが番組内容、ハプニングなどを記載したノート（台帳）を1月分から見返し、印象的なメモ書きを紹介。その年の放送を振り返る。大抵、2日間掛けながら、年の半ばしか進まずに時間切れとなった。吉田、小俣も記憶に無く、台帳を見て、初めて思い出したという出来事が多かった。
以前のコーナー名は「いきなり好奇心」で、初期はオープニング後すぐの放送たもった。1987年4月6日の放送初回ではこのコーナー枠を利用して内容を紹介していた。
- 14:45  交通情報（千葉→神奈川→警視庁。千葉・神奈川は日本道路交通情報センターから）

かつては千葉→埼玉→神奈川の順に繋いだが、番組末期では埼玉に代わって警視庁から伝えるようになった。
- 14:47  フラッシュ! 芸能スクランブル

スポーツ新聞、週刊誌などから、その日の芸能情報を取り上げる。
- 14:52  やるMAN ニュース
- 14:56  天気予報

この時間と15時台はニュース担当者が天気予報も兼任した。
- 15:00  なんでも TEL ME

当日のテーマで募集した電話、FAX、Eメール投稿の紹介。「やるMAN金曜バラエティ」の企画では「午後2時の興味津々」と通しのテーマで行うことも。初期は13時台後半の放送だった。
- 15:10  ヤマザキ やるMANリクエスト

リスナー投稿による、音楽リクエストコーナー。
- 15:15  鈴木純子の健康ワンポイントチェック
- 15:17  やるMAN便利帳

生活の身近な知恵、豆知識を紹介するコーナー。冒頭、その日の内容にちなんだ、小俣の一人コント（ときにスタッフやレギュラー陣が共演。小さい女の子「ねねちゃん」など定番キャラあり。スクリプトを誰が書いていたのかは不明）が開演ブザーに続いて演じられ、その後、小俣が紹介の原稿を読む。コントの支離滅裂さや取り上げられた知恵に対する吉田のツッコミで、大半の時間が過ぎてしまう事が多かった。なおコーナー冒頭に吉田がタイトルコールする際は「備えあれば憂いなし、やるMAN・便利ちょ・おっ！」と読むのが常であったが、吉田の休暇時の代役は普通に読んでいた。
- 15:22  交通情報（警視庁）
- 15:25  次世代マスク快適ガードプロ マイクサイドボクシング「俺に言わせろ!」

曜日別のコメンテーターが専門分野、時事についてのトークを展開。話が本題に入る際、吉田が「今日の、ゴングどえす!」の声とともに、ボクシング用のゴングを鳴らした。
月 木村政雄 - 火 山田美保子 - 水 みうらじゅん - 木 おすぎ - 金 岩本勉
番組末期の数年間は番組ホームページで、1週間配信された。
過去のコメンテーター：山城新伍、野末陳平、えのきどいちろう、西本聖、村田真一、蔵間竜也、コロムビア・トップ、田中康夫、小林繁、柳田真宏、寺島尚正、ナース井手、槙原寛己、江本孟紀、ほか
- 15:40  お待ちどうさま おハガキ定食です

リスナーからの投稿を読む。基本的に3通読み、2通目が終わったときに曲を1曲かけ、その後「今日、最後のお便りとなります」と吉田が前置きし、BGMをバックに、3通目が読まれる事が多かったが、前のコーナーが延びて時間がなくなり、投稿を読まず、曲だけかけて終わることも多かった。
以前のコーナー名は「前略 吉田照美様」で、初期は14時台後半の放送だった。
- 15:50  やるMAN ニュース
- 15:53  天気予報
- 15:54  交通情報（警視庁）
- 15:56  エンディング

### 金曜バラエティ
「午後2時の興味津々」金曜日の「やるMAN 金曜バラエティ」は、毎週異なる内容で単発企画やシリーズ化した定番企画を放送していた。以下に主なシリーズ企画を挙げる。
- 番組末期はタレントやスポーツ選手などをゲストに招き、リスナーから寄せられた質問に答える企画も多かった。

マイクサイドボクシング「俺にも言わせろ!」
前述の「俺に言わせろ!」のリスナー参加版。出演者には1分間の持ち時間を与えられ、自由なテーマで、気になっている事。時事に対する意見を語る。持ち時間に入る際、本家のコーナー同様ゴングが鳴らされる。吉田・小俣は相づちを打つ程度で、口を挟まない。このコーナーから、名物リスナーも生まれた。
やるMAN ものまね王座決定戦
ものまねの芸を持つリスナーを募集。電話口で披露してもらい、吉田の独断で、チャンピオンを決める。その回のチャンピオンは「ディフェンディング チャンピオン」として、次回までタイトルを保持。半ばレギュラー化した何人かは秀逸な芸を聞かせた。
ルミ吉田の新曲ジョッキー
吉田が辛口音楽評論家のルミ吉田、小俣が甘口音楽評論家にそれぞれ扮し、J-POPの新曲を掛け、批評を行う。実際は小俣が吉田に一方的に質問し、音楽に疎い吉田がしどろもどろ答えるのが狙い。
珍曲ジョッキー
リスナーやスタッフから寄せられた情報により、年代を問わず、インパクトのある歌、意外な有名人が出した楽曲などを掛ける。
照美ドン
吉田がヘッドホンから流れる曲（最新J-POP）に合わせて「ルルル」や「ヘヘヘ」など、指定された音でハミングする。電話参加のリスナー2名がそれを聞き、対戦形式で何を歌っているかを当てる。吉田のハミングは多くが原曲とかけ離れていて、難易度は高かった。別の人物（一般人）が歌うパターンも。
照美おじさんにお歌を教えて
子供（園児や小学校低学年生）が電話で登場し、学校で習った歌やアニメの主題歌などを歌う。それを吉田、小俣のどちらかが再現し、聞いた子供が点数で評価した。
やるMAN こども電話相談室
『全国こども電話相談室』のやるMAN版。本家のテーマソングをシャウト風にアカペラで歌って、スタートすることもあった。寄せられる質問は子供らしい素朴な疑問が大半だったが、吉田、小俣が答えに詰まり、お茶を濁したり、回答の順番をなすりつけ合ったりする場面も多々あった。
お年寄りと茶飲み話
リスナーの“自称” 老人が電話で出演し、世間話や思い思いの話題を自由に語る。スタジオの吉田、小俣もお茶と菓子を用意し、くつろいだ雰囲気で進行した。参加の条件はあくまで、“自称”であり、実際の年齢は問わなかった。
すごいオチがある話
リスナーから面白いエピソードを募集、結末を伏せた状態で投稿。それを読んだ吉田が最後まで聞きたいと思った時だけ、投稿者に電話して続きを話してもらうルールだったが、実際にはすべての投稿者のオチを聞いていた。「すごいオチ大賞」に選ばれたリスナーに賞金を贈呈。
太田英明プレゼンツ 恐妻家グランプリ
男性リスナーの恐妻家エピソードを募集。恐妻家として知られる、お助けマン金曜担当の太田が審査員となり、最も共感したリスナーに賞金を贈呈。
佳子と純子のお天気なんでも相談室
リスナーから天候・天気予報に関する素朴な疑問を募集し、気象予報士の資格をもつ伊藤佳子、鈴木純子両アナウンサーが回答する。天気にまつわる雑学が聞けた。回答を出すのが困難な問いや遊び半分の質問に可能な限り丁寧に答えるべく、真剣に調べる2人の様子が見られた。
やるMAN 大喜利
『笑点』の大喜利を、やるMAN流にアレンジ。吉田が進行。小俣、文化放送アナウンサー（藤木千穂、野村邦丸など）が回答者となった。
風俗嬢 そこは秘密なのクイズ
現役の風俗嬢をスタジオに招き、自身の仕事に関するクイズを出題、勝者には風俗嬢から、“ご褒美”が与えられた。小俣が進行。吉田と野村邦丸が解答者。
風俗店 珍名当てクイズ
実在の風俗店の店名を当てるクイズ。吉田が進行。小俣と藤木千穂がメイン解答者で、ごくまれに水谷加奈や沼尾が参加していた。正解の店名の多くは旬の流行語のパロディとなっており、珍解答が続出した。
ドスケベ クイーン・コンテスト

## 終了以前に存在したコーナー
いきなり好奇心
「午後2時の興味津々」の前身にあたる2時間時代の看板コーナー。番組開始時は流行・事件などをランキング形式で紹介する「いきなり好奇心 〜何でもランキング〜」。
のち日替わり企画に移行し、初期には「ドラマチックな午後」「活字クンの地引網」など、曜日替わりの内容を放送。週2回放送していたころは「PART1」「PART2」と呼称していた。
やる気大学（地方局では「照美・小俣のやる気大学」）
　（放送開始 - 2002年9月。2時間時代は「おもしろカルチャーショック」のコーナー名で14時台に放送）
NRN番組で、10分に編集され、地方局へテープネットしていた。ネット局は青森放送、IBC岩手放送、山形放送、栃木放送など（それぞれ中断した時期もあり）。
小俣が裏声（笑うときだけ元に戻る）で女子大生（小俣の親戚という触れ込み）に扮し、吉田が“教授”となり、主に雑学的な内容を“講義”した。冒頭に吉田による「問うは一代の恥、問わぬは末代の恥。聴いて納得、やる気大学ゥ〜！」というタイトルコールがあり、小俣の提供読みの後CMを挟み、別の学生（コーナー本編には登場せず）の棒読み会話のテープで大学キャンパスの風景を表し、続いてベルの音とともに吉田教授が登場（この時「てなわけで今日も講義を始めたいと思います。あたくしが当大学のマンマン教授、吉田照美であります」と挨拶する。同様に小俣も挨拶）。講義後は小俣の「うーん! んっ、 おまた、今日もまーたまたひとつ、おりこうになっちゃったもんなー」というセリフで締め、これが名物となった。次の「照美の小部屋」のゲストが“聴講生”として出演する場合もあり、この場合は締めの言葉をその聴講生も言っていた（ただし「うーん!」と「んっ」との区別がついていない聴講生も多かった）。
「ラジオCMコピー大会」放送日もこのコーナーは通常放送された。ただし時刻は大幅に変更された。来場者は受講生に見立てられた。
吉田と小俣が休みを取っている場合も録音で通常放送された。この場合、天気など生放送でないと分からないネタを織り込むのが常套手段であった。
なお、NRNネット枠としての後継コーナーが「やっぱり危ない照美の小部屋」である。ただし「小部屋」コーナー自体はネットになる前から存在していた。
4年毎に生徒役が“卒業”して、“新入生”に交代していたが、キャラクターの方向性に何ら変化はなかった。なお、卒業の際は吉田が大学の学歌（数種類ある）を歌って送り出すのが常であった。
なお、コーナーとしての終了後も、数回特別企画として復活を果たしている。
コーナーのコンセプトは、現在放送中の「伊東四朗 吉田照美 親父・熱愛」のコーナー「おやじ大学」に引き継がれている。
- 歴代生徒の名前は、（小俣）雅子 - 股子 - たま - きん - ふくろ。
  - なお最終回では、小俣ふくろの卒業後に「のうら」という新入生が登場することになっていた、と小俣が明かしている。

- 文化放送では1990年代前半まで和光証券（現・みずほ証券）の一社提供コーナーだった。

今日の松坂くん
　（1999年のプロ野球シーズン中）
当時西武ライオンズのルーキーだった松坂大輔投手の取材レポートを砂山大輔アナが伝える。レポートの前後、吉田が様々な話題をアドリブで投げかけ、当時新人アナウンサーだった砂山が困惑した反応を見せるのも恒例だった。
三波春夫研究所
放送時間が3時間に拡大された際に15時台に放送されていた、三波春夫メインのコーナー。マイコール懐炉の提供。NRN番組で、複数の地方局でも放送されていた。
トピ母さん
コント&海外トピックス紹介コーナー。登場人物はトピ母さん（小俣）、ゴボオくん（吉田）など。トピ母さんはかつてラジオ局のアナウンサーだったが、滑舌が悪すぎるあまり息子のゴボオくんとともに修行の旅に出る。その道中で様々な出来事に遭遇しながら、毎回意外なところに隠された海外トピックスの原稿を発見、紹介する。途中、白井静雄アナが突然登場、ニュースを読む場合もあった。ある程度ストーリーの連続性を持ったラジオドラマであったが、話にはあまり脈絡がない。
隠しテーマ音楽祭
あるテーマにまつわる芸能人の曲を流すが、このテーマ（例：覚せい剤でつかまった人、離婚経験のある女性歌手）は番組終了後も伏せられていた。該当する人の曲を何曲か流し、リスナーが電話で応募してテーマを当てる。正解者に抽選で番組グッズを贈呈。

## 番組の特徴
※「概要」で述べたもの以外を記載する
- 第1回の放送は「ご挨拶」という名目でライバル局であるニッポン放送、AFN（当時・FEN）に生電話を掛けた[6]。
- 番組初期は電話・ハガキによるメッセージが採用されるとテレホンカード（以下、テレカ）をノベルティとしてプレゼントしていたが、当時番組で作っていたテレカは自動車の写真を4分割した4枚のテレカであり、そのうちの1枚をランダムでリスナーの元に送る絵合わせのシステムだった。しかし、ただの絵合わせではなく4枚全て集めたリスナーには実際にテレカに描かれた写真と同じ車をプレゼントするという豪華かつリスナーの参加意欲をも掻き立てる企画だった。当然リスナーの元にどのテレカが送られてくるかも届くまで分からないため、何度も諦めずに電話やハガキで参加し続け、ようやく車を手に入れたリスナーもいたという[7]。
- 番組開始当初の1987年、「やる気MANMAN!」を名乗る店舗を募集した所、東京都台東区小島の理髪店が手を挙げ、「MEN's CUT&PERM やる気MANMAN!」としてオープンした。以来、“やるMAN床屋”の愛称で番組との付き合いが続き、店から年一回、公開放送を行ったが番組予算の縮小で、1999年頃を最後に終了した。店主の「ムーミン佐藤」は公開放送以外も番組に参加、「お助けマン」のコーナーに寺島尚正のオカマの恋人役で登場。吉田の監督映画『バネ式』に出演した。この店主の結婚式の時はその式場から生放送を行った[8][9]。
- やるMAN床屋からの生放送に加え、年に2、3度、公開放送や全編を通して外からの中継を行った。埼玉県加須市のむさしの村からの公開放送はリスナーが詰めかけ（通算で3回開催。1回目が約5千人、2回目が約9千人、3回目が1万人超）、来場者の車で周辺の道路が渋滞する程の盛況だった[10]。
- 1989年は『100万円であなたの初夢かなえます』の企画を行い、「お金は全て番組持ち」「予算は100万円で、対象は個人」「1日で出来るもの」「形は残らないもの（買い物など形が残るものはNG）」と言う条件をクリアして、約500通の応募の中から選ばれたのは20歳の大学生の「コンニャク風呂に体を埋めたい」だった。同年2月22日、東京都台東区の銭湯「鶴の湯」で風呂に100万円分のコンニャクを入れ、応募者の大学生が入り、コンニャクの味噌田楽などを食べながら収録を行った[11]。
- この他にパジャマを着て、布団に入って寝ながらの放送。生放送中に次々に出前を採り、店員が岡持ちを持って、スタジオに入ってくる様子を実況するという企画を行った[12]。
- リスナーを集め、吉田・小俣らが同行するツアーを実施した。行き先は日本国内では南紀白浜、石和温泉など。国外では台湾、ラスベガス。
- 番組中の生CMの際、他番組ではアシスタントやアナウンサーが広告の原稿を読み上げ、パーソナリティは声を発しないのが通例である。やるMANは小俣が原稿を読む間、つかえ、間違えるたびに吉田が逐一正しい読み方に訂正して、「国語の時間に教科書読まされる人じゃないんだから」などと口を挟む展開が常套的だった[13]。
- 2000年12月から2001年9月まで、BSデジタル放送「BSQR489」でサイマル放送していた。
- 芸能人にもファンが多かった。やるMANリスナーを公言している主な著名人：
  - いしのようこ
  - 志村けん[14]
  - せんだみつお
  - さいたまんぞう
  - 小林信彦
  - 吉幾三
  - 井上陽水[14]
  - 桜井和寿[14] - Mr.Childrenのメンバーとともに番組に再三ゲスト出演して、アマチュアバンド時代にアルバイトの合間にやるMANを聞いていたと語った。
  - 福山雅治[15] - 2007年3月30日の最終回のゲストだった（後述）。
  - 大橋巨泉[14] - 日本に一時帰国時、毎回ゲスト出演。日本滞在中は番組を愛聴しているといい、「お助けマン」沼尾ひろ子のキャラクターを絶賛した。
  - 秋本治 - 漫画『こちら葛飾区亀有公園前派出所』で、「おまたまさこはおもしろい」など、番組を応援するコメントが書かれたことがあり、パーソナリティの両名もコミックスに解説を寄稿した。
  - 臼井儀人 - 漫画『クレヨンしんちゃん』の作中で、主人公のしんのすけが「“吉田照美のやる気マンマン”聞かなくちゃ」と思っているシーンが描かれ、架空の路上の広告にも登場した。

## 番組の終了
- 一時は同時間帯聴取率“V54”を数えた当番組は2005年末から数字に陰りが見え始めた。2006年12月17日、スポーツ新聞などの報道で放送開始から満20周年を迎える2007年3月30日をもって、やるMANが終了。5月7日より、13時からは大竹まことをパーソナリティに起用した新番組（当初は番組タイトルは未定。後に『大竹まこと ゴールデンラジオ!』に決定）が開始されることが明らかとなった。
- 12月18日の番組オープニングで、吉田より番組の終了が発表された。当日は吉田が涙ぐむ小俣をフォローしたり、「お助けマン」のレギュラー5人の労を労らったりと日頃は表に出さない共演者への気遣いを見せた。放送終了は同年秋に決定、本来は年明け、2007年初頭に正式発表する予定だったが前述の通り、一部メディアに“抜かれた”形となったため、この日の公表となった。
- 吉田は朝の時間帯のテコ入れを図るべく、同年4月から『吉田照美 ソコダイジナトコ』のパーソナリティを務めた。

※以下の記述の日付はすべて2007年
- 番組最後のスペシャルウィークとなった2月19日から23日は多くのコーナーの時間を割いて、20年間の名場面集を放送。リスナーや歴代スタッフが保存していた録音テープを入手。初期のコーナーや「お助けマン」のネタ、ハプニングなどを振り返った。同時に番組中のジングルもかつて使われていたものに差し替え、以前のオープニングテーマ曲が流れた。この時の聴取率調査は最後の同時間帯聴取率1位を獲得、聴取率1位の回数は通算で、“V55”となった。聴取率 全局1位も記録。吉田と小俣はこれを「勝ち逃げゴジラ祭り」（松井秀喜選手の背番号に掛けて）などと呼び、喜んだ。
- 3月中はやるMANの放送終了を惜しむセリフの番宣ジングルが当番組以外の文化放送の昼ワイド番組流れた。
- 3月3日、4日は幕張メッセのイベント「ジャパン ドラッグストアショー」で、やるMANのブーを出展。週末の催しのため、公開放送ではなかったが吉田、小俣、お助けマンのレギュラー陣が参加して、アトラクションを行い、来場したリスナーと交流を図った。
- 3月19日から23日、文化放送メディアプラス12階の「メディアプラスホール」に1日 150人ずつリスナーを入れての公開放送を行った。連日ゲストとのトーク、吉田の歌、小俣のダンス披露などのパフォーマンスを行った。
- 3月26日から3月30日までの最終週は小堺一機、三宅裕司、小倉智昭、大沢悠里、毒蝮三太夫などがゲスト出演、番組の終了を惜しんだ。
  - 三宅は吉田の『てるてるワイド』担当時代、ニッポン放送の裏番組『ヤングパラダイス』でパーソナリティを務めていた。当時、ライバル関係にあった吉田と三宅はこの時が“ラジオ初共演”となった。
- 3月30日の最終回はオープニングで番組が12時57分開始になって以来、無くなった吉田のタイトルコールを2年振りに行う。1曲目は吉田と小島嵩弘とのユニット「YK型」の新曲「バルサの翼」の音源を初公開した。「照美の小部屋」は福山雅治がサプライズゲストとして出演。これは吉田が福山のライブに自ら出向き、楽屋を訪れて直接口説いたことで実現した。小俣は『ソコダイジナトコ』を担当せず、当番組の終了を機に去る事になった。エンディングで、小俣は吉田への餞として『てるてるワイド』と『やるMAN』で成功を収めた事を受けて「照美さんは夜のチャンピオン、昼のチャンピオンでした。そして、もう一度 朝のチャンピオンにしてあげてください!」と発言した[16]。

## できごと
- 栗山米菓の協力により、スナック菓子やせんべいを考案した。リスナーからアイデアを募集し、せんべいは「やるMANせんべい」としてダイエーから、スナック菓子は「やるMANスナック てるみ味・おまた味」としてファミリーマートから、それぞれ発売された（いずれも販売エリアは首都圏のみ）。
- 1991年の放送でニュースキャスターの木村太郎をゲストに迎えた日、ゲストコーナー前の「お助けマン」で太田英明が河童に扮したネタを聞いた木村がくだらなさに激怒。「俺のノリとテンポに合わない」との理由で番組出演を拒否し、本番直前に帰ってしまった。吉田はのちのラジオ放送や週刊誌の連載でこの“木村太郎事件”を取り上げ、不満をあらわにした[17]。
- 1992年10月から放送時間が3時間に拡大されたのに伴い、番組内で使用されるジングルも新しいものに改められた。当初は1時間延長した分ジングルの数を増やす必要から、過去の名場面の音源に番組名のアナウンスを重ねたようなものなど、簡単なつくりのジングルも目立った。その後、やるMANリスナーを自認するミュージシャンのKAITA、長沢久美子、タイムスリップランデヴーらがゲスト出演時、自作のジングルを提供した。
- 俳優の天本英世はやるMANにゲスト出演した数週間後に、『笑っていいとも!』（フジテレビ）のコーナー・テレフォンショッキングに出演した。そこで、やるMANでの吉田のインタビューの仕方に不満を述べた。スタッフからそれを聞いた吉田は、当日のオープニングトークで、天本のことを「好きな俳優さんだったのにぃ」と語り、落胆した様子をみせた[17]。
- 1992年から2006年までの毎年春、吉田・小俣の司会による『ラジオCMコピー大会』の模様を、当番組枠で放送した。その際当番組は休止扱いであるが、司会者が通常通りであるうえ前述の通り「やる気大学」も同大会の会場からそのまま放送されたため、当番組の公開放送スペシャルのような雰囲気を醸し出していた。
- 1999年公開の映画『ゴジラ2000 ミレニアム』に、当番組スタジオのシーンが登場する。
- 2005年3月1日、小倉優子が新作DVD宣伝のため文化放送一日電波ジャックの一環として当番組に出演した際、小俣が「ゆうこりんの妹“おまこりん”」と称して小倉とまったく一緒のコスプレ姿で登場、吉田や小倉のみならず取材に訪れた報道陣やリスナーに至るまで大きな衝撃を与え、強いインパクトを残した。なお吉田は「この冷えきった空気をどうしてくれるんだ、やめてくれ!!」と終始嫌がっていた。
- 2006年7月24日、文化放送の放送業務が東京都新宿区四谷（若葉）から、港区浜松町の新社屋へ移転した。当番組から新社屋での放送を開始、テープカットなどを行った。第一声は小俣の「聞こえてますかー」。

## 参考
- 番組公式ホームページは放送終了からちょうど半年後の2007年9月30日に閉鎖された。
- 番組の放送20周年と放送終了を記念して、2007年3月、出演者・スタッフの寄稿・制作による写真集『吉田照美のやる気MANMAN! 20周年FOREVER記念 Photo is...YARUMAN』が発行された。一般の書店での発売はなく、文化放送ホームページでの通信販売や、最終回近くのイベント、公開放送の会場などのみの限定販売だった。

## 歴代スタッフ
- 初代プロデューサー：中根義雄
- ディレクター：斉藤清人（2021年時点で、文化放送 代表取締役社長）

他、多数